# La Loi de la violence
Pour plus de détails, voir Fiche technique et Distribution.
La Loi de la violence (Legge della violenza - Tutti o nessuno) est un western spaghetti italo-espagnol sorti en 1969, réalisé par Gianni Crea.

## Synopsis
Jack Sparrow, pistolero, se fait une place dans la ville avec les notables, bien que ceux-ci le méprisent intérieurement. Mais sa loi est celle du pistolet, et le shérif qu'il a choisi lui-même comme inoffensif, finit par s'en offusquer au point de prendre lui-même les armes.

## Fiche technique
- Autres titres français : Tous ou personne, Les Vigilantes 2[1]
- Titre original italien : Legge della violenza, Tutti o nessuno
- Titre original espagnol : Todos o ninguno[2]
- Réalisation : Gianni Crea
- Scénario : Alfonso Balcázar, Gianni Crea, Piero Regnoli
- Production : Antonio Liza, Ferruccio Mosca pour Meridionale Cinematografica, Balcázar Producciones Cinematográficas
- Musique : Stelvio Cipriani
- Photographie : Jaime Deu Casas, Oberdan Troiani
- Format d'image : Couleur (Eastmancolor)
- Montage : Enzo Alabiso
- Durée : 83 min
- Pays :  Italie /  Espagne
- Langue originale : italien
- Son : Mono
- Date de sortie en salle en France : 19 mars 1973[3]

## Distribution
- Giorgio Cerioni (sous le pseudo de George Greenwood) : Jack Sparrow
- Igli Villani : Clem
- Ángel Aranda : Chris, le shérif
- Miguel de la Riva : Bill Hackett
- Ugo Adinolfi : Sidney
- Gaspar 'Indio' González (sous le pseudo de Gaspar González) : Buck
- Gracita Guerra Fernandez